# Atributo divino
Em teologia cristã, um atributo divino é uma qualidade ou característica atribuída a Deus. Dada a condição especial de Deus, em que "seus atributos coincidem com o seu ser", os atributos são comumente chamados de perfeições divinas

## Classificação
Com o fito de facilitar o estudo, costuma-se classificar os atributos divinos em dois grupos: atributos incomunicáveis e comunicáveis, ou ainda como "atributos exclusivos de Deus" e "atributos não-exclusivos de Deus".
- Atributos incomunicáveis são aqueles que enfatizam a distinção absoluta entre Deus e a criatura (não podem ser comunicados à criatura). Geralmente, fala-se deles por via negativa, afirmando aquilo que Deus não é - esta descrição é conhecida como teologia negativa ou apofática.
- Atributos comunicáveis são aqueles em que são encontradas semelhanças ou analogias na criatura, especialmente no ser humano (estes atributos podem ser comunicados à criatura).

## Exemplos de atributos
A título de exemplo, pode-se observar a seguinte lista de atributos (a partir de autores como Charles Hodge, Louis Berkhof, Wayne Grudem e Bruce Milne):
- Atributos incomunicáveis
  - Aseidade;
  - Imutabilidade;
  - Infinitude;

- Eternidade (infinitude aplicada ao tempo);
- Imensidão (infinitude aplicada ao espaço);

- Simplicidade;
- Onipotência;
- Onipresença;
- Onisciência.

- Atributos comunicáveis
  - Conhecimento;
  - Bondade;
  - Amor;
  - Santidade;
  - Justiça;
  - Verdade;
  - Soberania;
  - Vontade.

## Sobre os atributos do Deus cristão
Definimos o conhecimento de Deus como aquela perfeição pela qual Ele, de maneira singular, conhece a Si mesmo e todas as coisas existente e possíveis, as que são e as que poderiam ser.
Sentimos que a maneira é a extensão deste conhecimento são incompreensíveis para nós. O conhecimento de Deus é dessemelhante ao nosso; não é sucessivo, adquirido gradativamente mas intuitivo. Não é parcial isto não é imperfeito é relativo como o nosso, mas imediato e perfeito, correspondendo a verdade das coisas.
As passagens bíblicas que ensinam a onisciência de Deus são: Salmos 139.1 ao 6, salmos 147.5. e 1º João 3.20.

### O objetivo da onisciência de Deus
Deus conhece todo o universo criado - matéria e espírito - na sua vastidão inconcebível, complexidade, a minúcia de suas partes, a sutileza dos pensamentos, a volição. Conhece tanto o possível como o real, existente, como se ler na bíblia sagrada, Isaías 48.18; o futuro como o presente esta na sua presença, Salmos 139. 2-4, Salmos 147.3e4.
Este último aspecto da onisciência de Deus, como presciência, especialmente no que diz respeito as ações livres dos homens, apresenta-nos um problema dificílimo, insolúvel ao homem. Como pode Deus conhecer com certeza as ações livres dos homens antes de eles nascerem, quando essas são determinadas unicamente por eles? Esta dificuldade tem levado muitos a negarem a presciência de Deus. Mas a bíblia de forma clara afirma que Ele as conhece, Isaías 42.9; Isaías, 46.10. Alguns tem isso para outro extremo e negam o livre arbítrio do homem. Mas a verdade, embora incompreensível, esta no meio termo. Convém lembrar que a presciência de um ato torna-o certo, mas não o obriga. Faraó foi livre e responsável pelo endurecimento do seu coração. Deus as conhece, isto é, as leis, e por isso sabe de antemão o que faremos. Todavia isto ainda não resolve todo o mistério. Porém aparentemente a onisciência de Deus não é causativa, ela não produz, apenas sabe, até mesmo o que os homens em sua liberdade escolherão, apesar de dar a todos, as oportunidades necessárias para seu caminho (o dito "reto"), de forma que qualquer um tenha que admitir sua justiça no julgamento.

### Onipotência de Deus
A onipotência de Deus é aquela perfeição divina pela qual Deus pode, pelo mero exercício de sua vontade, realizar tudo quanto Ele resolve levar a efeito, Salmos 115.3. A questão não é o que Deus pode fazer, mas o que Ele quer fazer.
Há mais duas coisas que devem ser notadas:
- Deus não usa todo seu poder - Ele poderia fazer mais do que fez, se quisesse, ou fazer, se quiser. Ele tem poder sobre seu próprio poder.
- A onipotência de Deus não exclui, mas toma como admitido a autolimitação deste poder. Assim é que temos o livre arbítrio do homem.

### Vivacidade
O Deus bíblico apresenta-se a nós como Deus vivo. Dezenas de incidências do equivalente à expressão ´´Deus vivo´´ ou ´´assim como Eu vivo´´ aparecem na Bíblia, como mensagem direta de Deus ou por mensagem indireta de profetas ou apóstolos.

### Materialidade
É consequência da vivacidade.

## Teísmo aberto
É a teologia que nega a onipresença, a onipotência e a onisciência de Deus. Seus defensores apresentam outra definição onde afirmam pretender uma reavaliação do conceito da onisciência de Deus, na qual se afirma que Deus não conhece o futuro completamente, e pode mudar de ideia conforme as circunstâncias.
Afirmam também, alguns defensores, que o termo “Todo-poderoso” não pode ser extraído do contexto bíblico pois, segundo eles, a tradução original da palavra do qual é traduzida tal expressão havia se perdido ao longo dos séculos.